# ラッキーストライク
ラッキーストライク（Lucky Strike）は、ブリティッシュ・アメリカン・タバコ（BAT）社が製造・販売するタバコのブランド。1871年に発売された長寿ブランドで、アメリカ合衆国生まれのタバコである。

## 概要

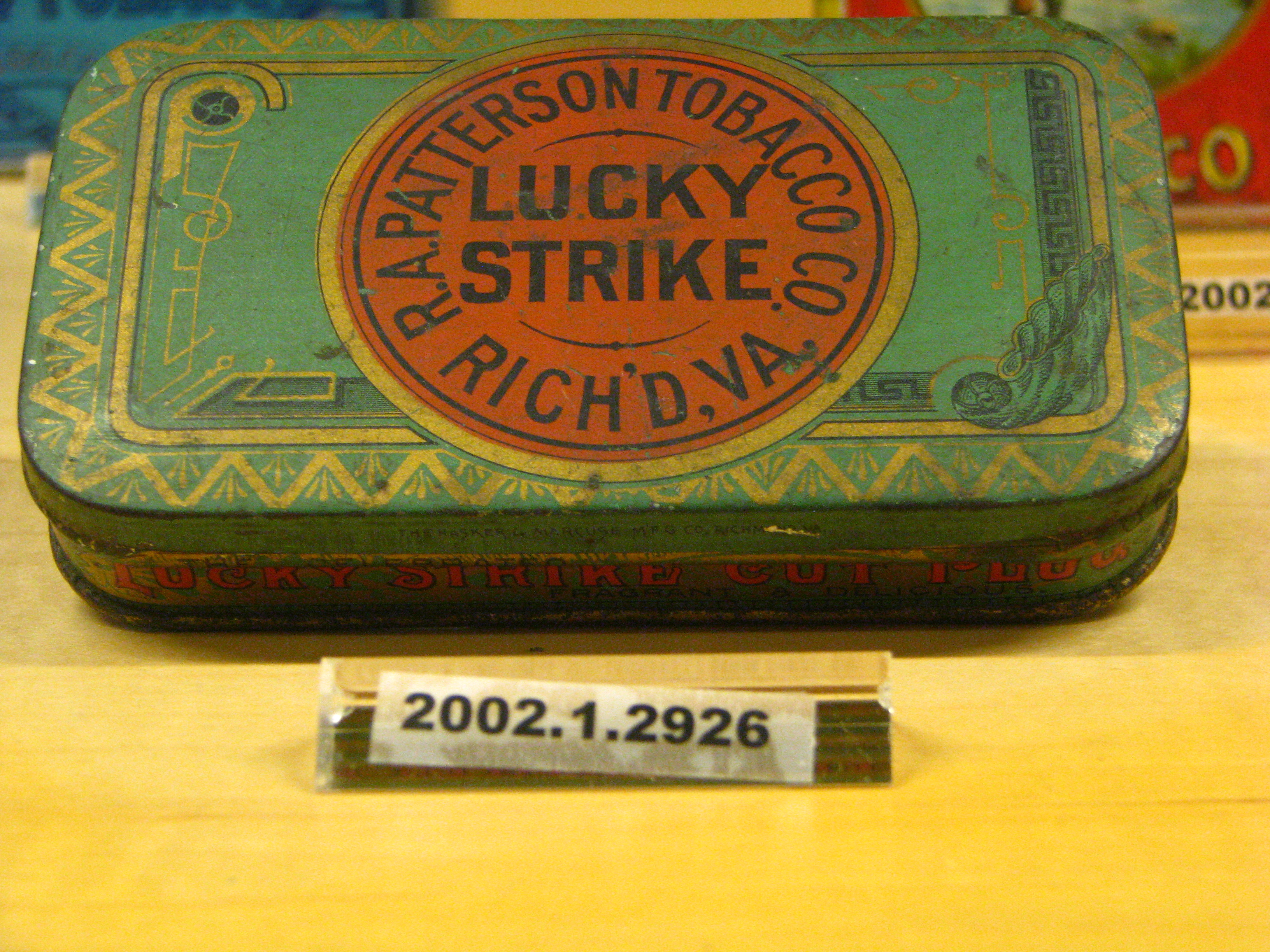
アメリカで1900年代初頭に販売されていたラッキーストライクのパイプ煙草。既に現在のブルズアイの原型となったロゴが使用されている。

当初はパイプ煙草として発売された。1916年より両切りの紙巻きたばこが発売されている。名前の由来は19世紀のゴールドラッシュ時に金鉱を掘り当てた者が言ったスラングである「Lucky Strike」からきている。
第二次世界大戦以前から日本国内でも売られており、「ラッキー・ストライキ」と発音されていた。1936年11月に行われた値上げの時点では、50本入で1円90銭と高級品であった（同時期の国産廉価品であるゴールデンバットの価格は10本入で8銭）。
第二次世界大戦中には、戦地へ赴いたアメリカ兵たちを通じて世界各国にもその知名度を広げ、戦後におけるアメリカ的マッチョイズムの象徴とも見なされるようになった。作中描写などで喫煙シーンそのものが害悪視されるようになる以前には映画・小説・テレビ・広告などに頻出するタバコ銘柄の一つで、例えばミッキー・スピレインが創作し、1950年代に大衆的人気を博したマッチョイズム・ヒーローの私立探偵マイク・ハマーは、このタバコを愛用していた。
2010年頃から『ラッキーストライク・ストレート（現在の名称はラッキーストライク・100%タバコ）』という無添加製品や『ラッキーストライク・クリック&ロール』というフィルター内のカプセルをつぶすとメンソールに変化する商品がヨーロッパを中心に発売され、特にクリック&ロールは世界的にはカプセル入り煙草の先駆者の1つであるが、日本国内では販売されていない。
2011年5月頃より、アメリカからマレーシアに製造移管され、それに伴い喫味も若干変化（フィルター2種はニコチン値が0.9mgから1.0mgに上昇）している。2019年9月3日現在はレギュラーシリーズはシンガポール製及び韓国製となっている。
一部で肺癌を引き起す要素が高い煙草（『天国に一番近い煙草』の俗称がある）とも言われているが、銘柄別に発がん率を調査した統計・論文の類が存在するわけでもなく、俗説にすぎない。

## パッケージデザイン
古い時代のパッケージデザインは、名前の由来である鉱夫の振り上げられた拳を描いたものだった。1890年代初頭のパッケージより、ブルズアイと呼ばれる円形囲みのロゴマークの原型が採用されている。

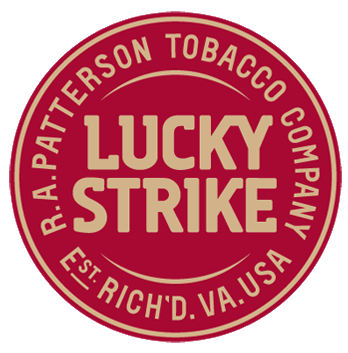
ヨーロッパの一部で2013年より導入されているラッキーストライクのブルズアイ。アメリカで1900年代初頭に販売されていたラッキーストライクのパイプ煙草のロゴがモデルになっている

現行のパッケージはレイモンド・ローウィが1940年にデザインした。ブルズアイを中心に置くモチーフを踏襲しながら、大幅にモダナイズと単純化を図ったパッケージは、タバコにとどまらず、商業パッケージデザインの中でもそのシンプルさと印象の強さで抜きん出た傑作として、広く知られている。
地の色は現在は白であるが、1942年までは緑色であった。白地への変更は、緑系インクに用いられる金属が第二次世界大戦の軍需物資として必要となったための節約という名目で、当時「ラッキー・ストライクの緑は戦場に行った "Lucky Strike Green has gone to war."」と戦意昂揚を兼ねた宣伝にも取り上げられた。実際には、緑インク代が節約できるうえ、白地の方が赤いブルズアイとの対比で目を惹くデザインとなる、という計算による変更とも言われる。件の緑色は21世紀初頭に至っても未だ復員していない。
日本では、2004年3月のリニューアル以降はデザインは変更されていない（一部の免税店では、『ラッキーストライク・パターソン』として新デザインの免税店仕様が販売されている）が、2007年以降はヨーロッパを中心に頻繁にデザイン変更が行われ、2007年にはパッケージ右上にネイティブ・アメリカンがデザインされるようになり、2010年にはブルズアイが立体的になった。2013年には1900年代初頭に販売されていたパイプ煙草のロゴがモデルにした新ブルズアイが採用されるようになっている。なお、両切りは1942年より警告文の挿入やバランスの修正のみにとどまっていたが、ドイツやスペインでは、2012年と2013年にフィルターと同様のデザイン変更が行われている。

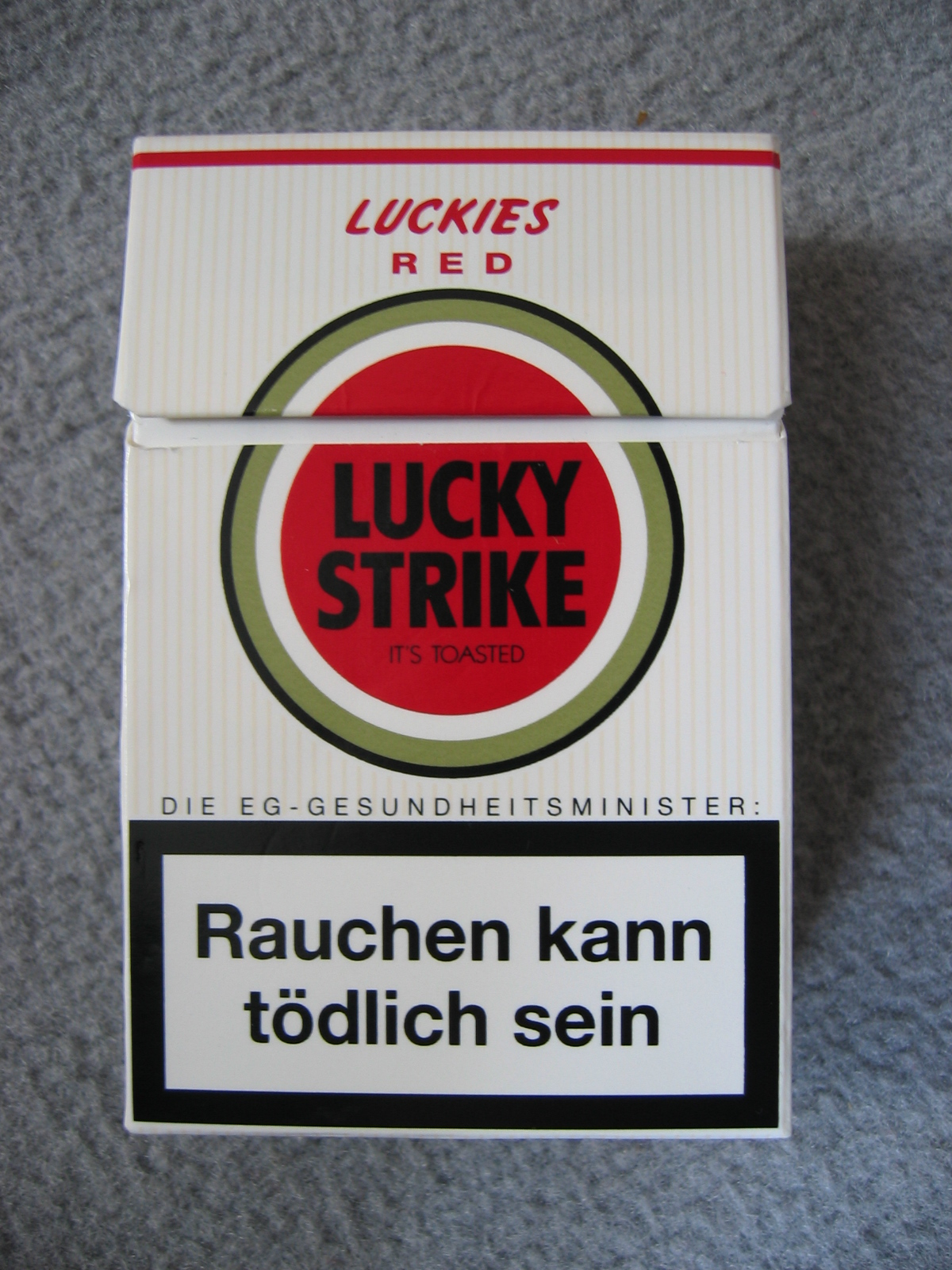
ドイツで2003年から販売されていたラッキーストライク。
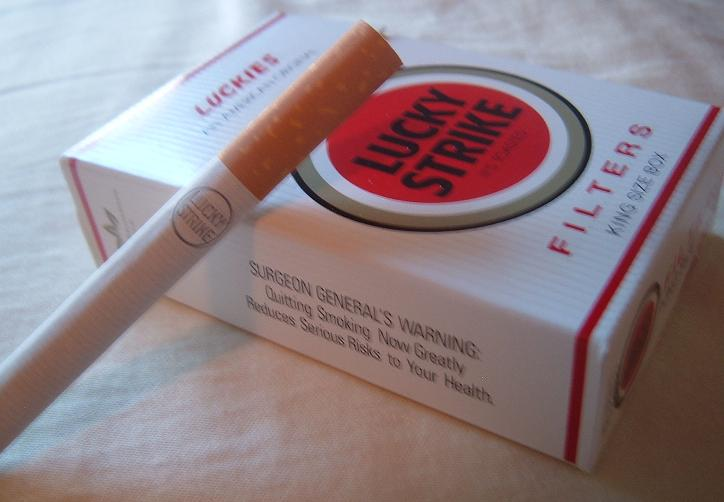
アイスランドで販売されていたラッキーストライク
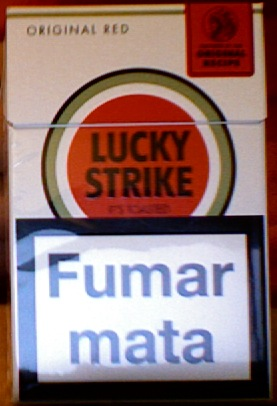
ポルトガルで2007年から販売されていたラッキーストライク。警告表示で4割が埋まっており、ブルズアイの一部が隠れている。
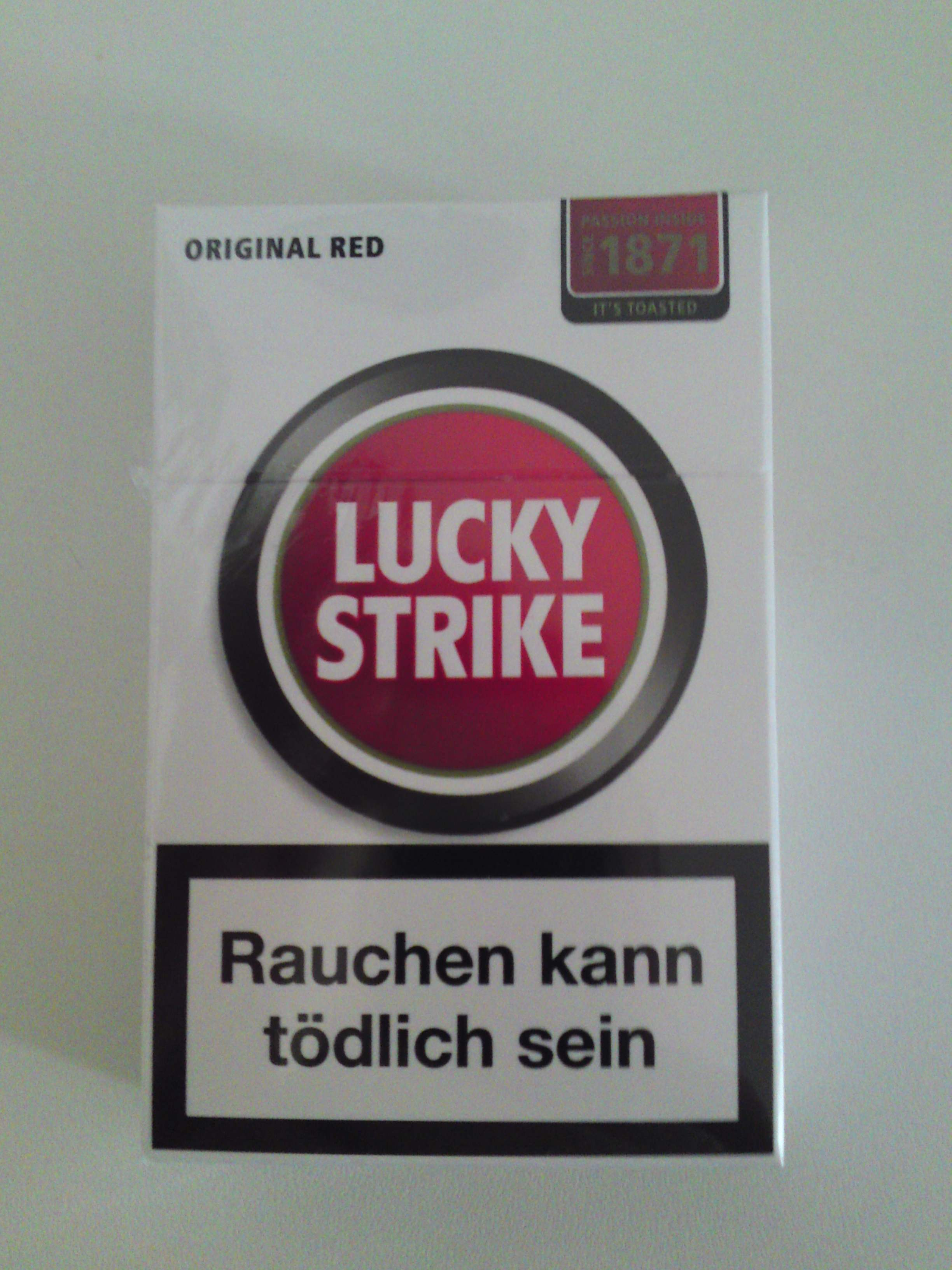
ドイツやオーストリアで2010年より販売されていたラッキーストライク。ブルズアイが立体的になった。

## 逸話
1871年に発売、1942年に現在のパッケージがデザインされ、第一次、第二次世界大戦で米軍の軍用物資として補給の対象となった。そのため、第二次世界大戦のバルジの戦いの中で展開されたドイツ側の特殊作戦グライフ作戦の折、後方攪乱部隊として米兵に扮し後方に潜入したドイツ兵にも、本品が小物として支給された。また、後方の捕虜たちの間では収容所において、有効な通貨として通用していた。
第二次世界大戦中に、ドイツ軍の収容所から脱出した米兵のジョセフ・ベイルは、ソ連軍に保護されることを目的に東へ移動中、ソ連の戦車隊と遭遇した。ベイルはすぐにラッキーストライクの箱を取り出し両手を上げ、「アメリカ人だ、同志よ！」 (Amerikansky tovarishch!)と叫んだ。戦車隊を率いていた大隊長は破壊工作員としての能力を評価して彼の同行を認め、こうして彼のおよそ1ヶ月間のロシア軍人としての軍務が始まった。 
ホンダが第3期F1活動を始めた際、組んだシャーシコンストラクターが、BARチーム（BATの持ち株チーム）で、車のカラーリングをラッキーストライクカラーにした所、ホンダ第1期F1参戦時のカラーリング（日の丸カラー）に酷似していた為話題になった。2006年にBARチームをホンダ・レーシング・F1チームが買収した後もBATはチームのメインスポンサーに留まりラッキーストライクカラーが継続されたが、FIAの意向によりF1マシンへのたばこ広告の記載が禁止と決定したため、BATはこの年限りでスポンサーから降りた。余談だが、スクーデリア・フェラーリのスポンサーであるマールボロはロゴではなくバーコードをマシンに描いているため、規制から逃れている。また、2輪のロードレースではホンダ、ヤマハ、スズキ、カワサキの4メーカーのワークスバイクのメインスポンサーだった事もある
ラッキーストライクのパッケージ側面に描かれているネイティブ・アメリカンの顔の絵は、横に倒してみると家の屋根が爆発しているように見えた（現在では、ネイティブアメリカンの顔の絵が鮮明になり、この現象は見られない）。
1999年のドラフト会議において、当時の広島東洋カープ監督の達川光男は近鉄、中日と競合して国学院久我山高校のエース・河内貴哉の指名権を引き当て、その際、達川は会場内で松田耕平オーナーから受け取ったラッキーストライクを左のポケットから取り出してその喜びを表現した。これにより、一時期、広島カープファンの中でラッキーストライク愛好者が増えたという。

## 製品一覧

### 現行販売製品
現行のボックス3製品は2002年11月より新デザインとして東京都内一部地域で試験販売（当初は旧製品も併売）されており、その後2004年3月からFKを除く既存銘柄は、デザインリニューアルの形で全国発売となった（同時にスーパーマイルドはライト(新)に移行、100's・ウルトラライトが廃止される）。なお、試験発売時にはFKに関しても新パッケージが発売されていたが全国発売時にはデザインリニューアルがされなかった。KSボックスとメンソールライトボックスに関しては、販売店向けの発注用銘柄コードが変更されているため、内部では事実上別銘柄扱いとなっている（以下の発売日は旧製品時代を含めたものである）。2019年9月3日現在はレギュラーシリーズはシンガポール製及び韓国製、エキスパート・カット･シリーズは韓国製となっている。

## キャンペーン製品

### メッセージデザイン付白色フィルターキャンペーン

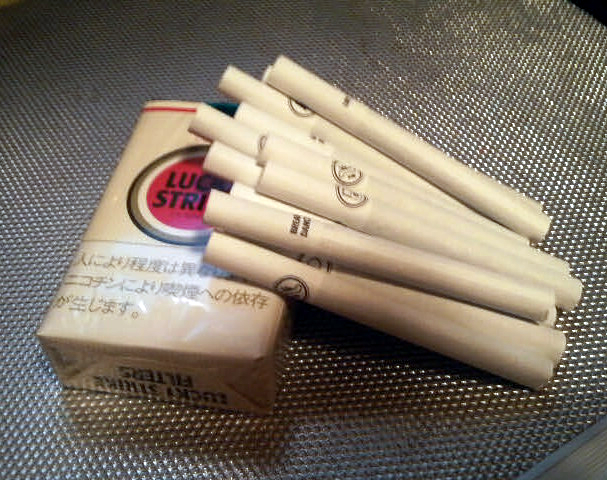
メッセージつき白色フィルターのラッキーストライク

「開封する度に発見する喜びを味わっていただきたい」という発想のもとで企画実施されたキャンペーン。
ラッキーストライク・FKに参照画像"MEETING ROOM"をはじめ印刷された白フィルターの製品が混ぜたキャンペーンを2008年4月〜5月末まで展開。
発売元のフリーダイヤルに問い合わせると音声ガイダンスで「メッセージデザイン付白色フィルター〜」といったガイダンスと選択がある、問い合わせると全30種類のデザインがあり、ランダムで一箱に一本混入されているとのこと。
仕様は違うものの味は本製品と同じとのこと。
現在確認できているのは以下のキーワード
"GAMEOVER","OFFICE","LIFE","BREAKDANCE","MENSROOM","MEETINGROOM"
"LISTEN","PARTY","MEETING","PLAY","GYM","TECHNOLOGY"
"BBQ","LOSER","DISCO","FIRSTAID","ALARM CLOCK"
"7 IRON","KARAOKE","HOME","REMEMBER","PUBLIC TRANSPORT","MASTER"
"CREATE","2:00 AM","KEY PERSON","REFEREE","GOAL","CHILL"

### 時の証キャンペーン
2004年から2005年までの1年間、生誕130年を記念して行われた。紙巻タバコとしての販売を開始した1916年、パッケージや味がリニューアルされた1942年当時の味を再現した（1916 オリジナルブレンド）と（1942 クラシックブレンド）さらに時の価値を見つめなおした（2004 AGEDブレンド）の3種類が販売された。1916オリジナル・1942クラシック共に350円という異例の値段（通常版が300円だった頃）で販売され、さらにタバコの長さも当時を再現して短くしていた事から、知らずに購入した人やファンをいろいろな面で驚かせた。また、ジーンズメーカーEVISUとのコラボレーションも実施された。

## 限定販売製品
- ラッキーストライク・1916 オリジナルブレンド（2004年限定）
- ラッキーストライク・1942 クラシックブレンド（2004年限定）
- ラッキーストライク・ボックス カメラパッケージ（2006春 限定）
- ラッキーストライク・ライト・ボックス カメラパッケージ（2006春 限定）
- ラッキーストライクライト10's（2006春 限定）
- ラッキーストライク・XL・ワイド・ライト（セブンイレブン限定）

## ラッキーストライクが登場する作品
- ブラック・ラグーン　- 主人公の一人、レヴィが吸っている。
- よつばと!　- 登場人物の一人、虎子が「カッコつけ」るために吸っている。
- ろくでなしBLUES  - 主人公の前田太尊が吸っている。
- J.B.ハロルドシリーズ　- 主人公が愛用していることがスチル写真から読み取れる。
- メタルギア - 主人公ソリッド・スネークが愛用している。ラッキーストライカーという名前の場合もある。
- この世界の片隅に - 占領軍の残飯雑炊の中に包み紙が混入していた。
- 映画『ショーシャンクの空に』 - 刑務所内で賭け事、報酬、仕入れの商品として登場。
- 映画『まほろ駅前多田便利軒』 - 瑛太演じる主人公の多田が吸っている。
- 映画『トゥルー・ライズ』 - 作中の小道具として登場する。
- “Night on Earth” (1991) - 主人公コーキー(ウィノナ・ライダー)が吸っている